# Cardepia affinis
Cardepia affinis is een vlinder uit de familie uilen (Noctuidae). De wetenschappelijke naam is voor het eerst geldig gepubliceerd in 1913 door Lionel Walter Rothschild.
De soort komt voor in Europa.